# Herrenhaus Wammelwitz
Das Herrenhaus Wammelwitz ist ein ehemaliges Herrenhaus in Wąwolnica (deutsch Wammelwitz) in der Stadt- und Landgemeinde Strzelin (Strehlen) im Powiat Strzeliński in der Woiwodschaft Niederschlesien in Polen.

## Ortsgeschichte
Mit einer Urkunde aus dem Jahre 1299 übergab der Schweidnitzer Herzog Bolko I. „Wanwolwicz“ zusammen mit Striege dem von ihm gegründeten Zisterzienserkloster Grüssau, von dem es durch Schenkung an das Klarissenkloster in Strehlen gelangte.
Nach der Teilung des Herzogtums Schweidnitz 1321 gehörte Wammelwitz zum Herzogtum Münsterberg, dessen Herzog Bolko II. sein Gebiet 1336 als ein Lehen Krone Böhmen unterstellte. Im 14. Jahrhundert war Wammelwitz in Besitz der Herren von Baitzen. 1427 gelangte es zusammen mit dem Weichbild Strehlen an das Herzogtum Brieg. Nach dem Tod des Herzogs Georg Wilhelm I. 1675, mit dem das Geschlecht der Schlesischen Piasten erlosch, fiel Wammelwitz zusammen mit dem Herzogtum Brieg als erledigtes Lehen durch Heimfall an die Krone Böhmen und nach dem Ersten Schlesischen Krieg 1741/42 mit dem größten Teil Schlesiens an Preußen.
Grundherr von Wammelwitz war ab etwa 1840 Familie Kaerber, die das Herrenhaus errichtete. 1894 gehörte es dem Friedrich Kaerber, der noch 1921 im Güteradressbuch von Wammelwitz verzeichnet ist. Ab 1930 war das Herrenhaus im Besitz der Friedrich Kaerber'schen Erben (unter diesen Gertrud Kaerber), die es vermutlich bis Kriegsende 1945 hielten. Nach Ende des Zweiten Weltkriegs 1945 fiel Wammelwitz, das nun in „Wąwolnica“ umbenannt wurde, zusammen mit dem größten Teil Schlesiens an Polen.

## Bauwerk
Der zweigeschossige verputzte Bau ist auf rechteckigem Grundriss errichtet und mit einem Walmdach gedeckt. Die Fassade hat neun Achsen mit einem zentralen dreiachsigen Risalit, der durch einen Dreiecksgiebel mit Konsolengesims und Oculus abgeschlossen ist. Nach Osten wurde ein niedriger einachsiger Anbau angebaut. An den Fassaden sind zahlreiche architektonische Details erhalten geblieben, etwa das rustizierte Erdgeschoss, Gesimse zwischen den Stockwerken, und Rahmungen um einige Fensteröffnungen.
Nach 1945 wurde das Herrenhaus zu einem Mehrfamilienhaus für Arbeiter des Staatlichen landwirtschaftlichen Betrieb (PGR) umgebaut. Zum Herrenhaus gehörten Wirtschaftsgebäude aus der zweiten Hälfte des 19. Jahrhunderts. Im Süden grenzt an das Herrenhaus ein kleiner Landschaftspark aus der zweiten Hälfte des 19. Jahrhunderts. Er wurde wegen seines wertvollen Baumbestandes 1984 unter Denkmalschutz gestellt.